# Takako Uehara
Takako Uehara (上原 多香子 Uehara Takako?) (Okinawa, Japón, 14 de enero de 1983) es una cantante de J-Pop. Es miembro del grupo  musical Speed. 
Su primer sencillo, My First Love, fue lanzado en enero de 1999 y fue producido por la legendaria estrella del J-Pop Ryuichi Kawamura; fue el principio de una próspera colaboración entre Uehara y Kawamura. El sencillo fue muy exitoso y encabezó las listas de venta de venta con más de 500.000 copias vendidas. El video promocional junto con la portada y fotos para el disco fueron filamados en Hawái.
Sus siguientes sencillos fueron Come Close to Me y My Greatest Memories. En julio de 2000, tras la disolución de Speed en 2000, se convirtió en el primer miembro del grupo en lanzar un álbum en solitario: My First Wing.
Después de Speed, Takako continuó con una moderadamente exitosa carrera en solitario, a la vez que actuaba en varios programas de televisión. Takako es también una reconocida modelo, que ha sido imagen de famosas marcas como Shiseido, Dunlop Neumáticos, NTT, DoCoMo, FujiFilm. Su campaña más popular fue la promoción de los productos "Shiseido Proudia" destinados al mercado juvenil, que realizó en asociación con Vivian Hsu. Desde 2008 volvió a ser parte de SPEED desde su regreso. 
Uehara también ha sido modelo pin-up, favorita entre los hombres adolescentes. Ha publicado tres libros de fotos. El primero Tener 17, publicado en el año 2000. El segundo Vingt Takako (vingt, veinte, en francés), fue muy controvertido ya que contiene muchas fotos de semidesnudo y eróticas, algunas con poses bastantes sugerentes; las fotos de este libro fueron tomadas en Francia. Este libro molestó y sorprendió a muchos de sus fan, que tenían una concepción inocente de ella. El tercer libro fue Veintitrés, de naturaleza similar al anterior, pero conteniendo menos fotos atrevidas. Las fotos se tomaron en México.
Uehara fue seleccionada por el cantante taiwanés, Leehom Wang, para ser la protagonista femenina por su video musical, Heartbeat; esta es la primera colaboración entre los dos.

## Trabajos

### Sencillos
1. "My first love" (1999-03-25)
2. "Come close to me" (1999-09-29)
3. "My greatest memories" (2000-04-19)
4. "SWEET DREAMS" (2001-04-18)
5. "Kiss you Jōnetsu" (Kiss you　情熱 kiss you passion?) (2002-03-13)
6. "GLORY -Kimi ga Iru Kara-" (GLORY　－君がいるから－ glory - because you are there?) (2002-05-22)
7. "Air" (2002-09-19)
8. "Make-up Shadow" (2003-03-12)
9. "Bluelight Yokohama" (ブルーライト・ヨコハマ burūraito yokohama?) (2004-02-25)
10. "Galaxy Legend/Ladybug" (2004-10-20)

### Álbumes
1. first wing (2000-07-26）
2. pupa (2003-03-26)
3. depart ～takako uehara single collection～ (2007-03-14)

### DVD / Videos
1. MY FIRST WING (2000-09-27)(video)
2. TAKAKO UEHARA ON REEL-CLIPS&MORE (2003-03-19)(DVD)

### Fotolibros
1. 17 (2000-10-10)
2. vingt Takako (2003-01-14)
3. Veintitrés (2006-02-14)

### Otros libros oficiales
1. YunTaKu Diary / ゆんたく日記 (2006-08-28)

### Radio Host
1. 2003.10.1～T-FM 「上原多香子のクローストゥユー」

### Dramas
1. 1999.4-6NTV 「蘇る金狼」
2. 2000.10 CX 「ナースのお仕事 3」 20話ゲスト
3. 2000.10-12NTV 「新宿 暴走救急隊」
4. 2001.7NTV系 「ビューティ 7 （セブン）」 (Beauty 7)
5. 2002.1 NTV系 「ナースマン」
6. 2002.5.16CX 「青（ブルー）に恋して！ ～サッカー通と4人の美女の物語～ 第4ゲスト
7. 2002.10.1CX 「フライングボーイズ」
8. 2003.9.29NHK 連続テレビ小説「てるてる家族」
9. 2004.4.6NTV系 「ナースマンSPECIAL」
10. 2004.4.10NTV系 「東京ワンダーホテル」
11. 2004.7.24NTV系 「東京ワンダーホテル」
12. 2006.9.7 NHK系 「ちいさこべ」

### Películas
1. 1998 「Andromedia」Together with 3 other Speed members Hiroko Shimabukuro, Eriko Imai, and Hitoe Arakaki.
2. 1999.10「ドリームメーカー」東映系
3. 2002.7「デジモンフロンティア　古代デジモン復活」東洋アニメフェア　声優初挑戦
4. 2004.7劇場版　ポケットモンスターアドバンスジェネレーション

架空の訪問者　デオキシス」声優

### Musicales
1. 2005.11.03 ~ 11.27 LITTLE SHOP OF HORRORS
2. 2008.02.06 ~ 02.28 The Wedding Singer